# Kahauiki (métro d'Honolulu)
Kahauiki est une future station de métro américaine à Honolulu, dans le comté d'Honolulu, à Hawaï. Futur terminus oriental de la seule ligne du métro d'Honolulu, elle doit ouvrir en 2025.